# Kim Yeon-koung
Kim Yeon-koung (kor. 김연경; ur. 26 lutego 1988 w Seulu) – południowokoreańska siatkarka, reprezentantka kraju, grająca na pozycji przyjmującej. Po igrzyskach w Tokio zakończyła karierę reprezentacyjną.
Po ukończonym sezonie 2024/2025 postanowiła zakończyć siatkarską karierę.

## Sukcesy klubowe
Liga południowokoreańska:
- 2006, 2007, 2009, 2025[5]
- 2008, 2021, 2023[6], 2024[7]

Liga japońska:
- 2011
- 2010

Liga Mistrzyń:
- 2012
- 2016

Liga turecka:
- 2015, 2017
- 2014, 2016, 2019
- 2012, 2013

Puchar CEV:
- 2014
- 2013

Puchar Turcji:
- 2015, 2017, 2019

Superpuchar Turcji:
- 2015, 2018, 2019

Liga chińska:
- 2018
- 2022

Klubowe Mistrzostwa Świata:
- 2019
- 2018

## Sukcesy reprezentacyjne
Puchar Azji:
- 2008, 2014
- 2010

Igrzyska Azjatyckie:
- 2014
- 2010
- 2018

Mistrzostwa Azji:
- 2015
- 2011, 2013, 2017, 2019

## Nagrody indywidualne
- 2009: Najlepsza punktująca Mistrzostw Azji
- 2009: Najlepsza punktująca Puchar Wielkich Mistrzyń
- 2010: Najlepsza punktująca V.League
- 2010: Najlepsza atakująca i punktująca Pucharu Azji
- 2011: MVP V.League
- 2011: Najlepsza atakująca i punktująca Mistrzostw Azji
- 2012: MVP i najlepsza punktująca Ligi Mistrzyń
- 2012: MVP i najlepsza punktująca Igrzysk Olimpijskich w Londynie
- 2013: Najlepsza punktująca i serwująca Mistrzostw Azji
- 2014: MVP Pucharu CEV
- 2014: Najlepsza punktująca Pucharu Azji
- 2015: MVP, najlepsza atakująca i punktująca ligi tureckiej w sezonie 2014/2015
- 2015: Najlepsza przyjmująca Mistrzostw Azji[8]
- 2016: Najlepsza przyjmująca Final Four Ligi Mistrzyń
- 2016: Najlepsza przyjmująca Światowego Turnieju Kwalifikacyjnego Igrzysk Olimpijskich
- 2017: Najlepsza przyjmująca Mistrzostw Azji
- 2019: Najlepsza przyjmująca Mistrzostw Azji
- 2019: Najlepsza przyjmująca Klubowych Mistrzostw Świata